# Hermacha sericea
Hermacha sericea is een spinnensoort in de taxonomische indeling van de Entypesidae.
Hermacha sericea werd in 1902 beschreven door Purcell.